# Ša'ul Černichovski
Ša'ul Černichovski (hebrejsky: שאול טשרניחובסקי, rusky: Саул Гутманович; 20. srpna 1875 – 14. října 1943) byl židovský básník, esejista a překladatel. Za své dílo byl hned dvakrát oceněn Bialikovou cenou.

## Biografie
Narodil se ve vesnické oblasti na Krymu v carském Rusku (dnešní Ukrajina). Své první básně vydal v Oděse, kde v letech 1890 až 1892 studoval. Jelikož nebyl jakožto žid přijat na ruskou univerzitu, odjel studovat medicínu na univerzitu do německého Heidelbergu a posléze do švýcarského Lausanne. V roce 1910 si otevřel lékařskou ordinaci v Petrohradu a během první světové války sloužil jako armádní chirurg. Po bolševické revoluci v roce 1917 vlast nadobro opustil a nejprve žil v letech 1922 až 1931 v Berlíně a v roce 1931 trvale přesídlil do britské mandátní Palestiny, kde žil až do své smrti v roce 1943.
V mandátní Palestině pracoval jako lékař na telavivském gymnáziu Herzlija a posléze jako školský lékařský inspektor. Věnoval se ale i psaní poezie a překládání. Do hebrejštiny přeložil díla světových klasiků, mimo jiné Homérovu Iliadu a Odysseu, či díla Sofokla, Horatia, Shakespeara, Molièra, Puškina, Goetha a jiných.
Zemřel v Jeruzalémě ve věku 68 let a je pohřben na Trumpeldorově hřbitově v Tel Avivu.